# فرقاطة فريم
الفرقاطة الفرنسية-الإيطالية متعددة المهام فريم أو FREMM Class Frigate, ترمز FREMM إلى عبارة الفرقاطة الأوروبية متعددة المهام (بالفرنسية: Frégate Européenne Multi-Mission) (بالإيطالية: Fregata Europea Multi-Missione), هي مشروع مشترك بين فرنسا وإيطاليا. وهي من الجيل الجديد من الفرقاطة أهم ما يميز هذه الفرقاطة أنها تتمتع باستقلالية كبيرة في قطع المسافات تجعلها من الفرقاطات التي تصل إلي ما يسمي عسكريا المياه الزرقاء، وفي الوقت نفسه قدرتها الفائقة علي حمل صواريخ ذات فعالية عالية جدا مثل صواريح استر لدفاع الجوي وصواريخ ايكزوسيت الفرنسية ذات مدى كبير وهي صواريخ شهيرة استعملت في تدمير سفينة حربية بريطانية من طرف الأرجنتين في حرب المالوين إلى جانب طربيدات لحرب الغواصات.

## نظرة عامة
الفريم فرقاطة متعددة مهام شبحية التصميم من إنتاج مجموعة DCNS Direction des Constructions Navales الفرنسية للصناعات البحرية. كما تشارك مجموعة Fincantieri الايطالية لبناء السفن في تصنيع هذه الفرقاطة لصالح البحرية الايطالية. ظهرت الفرقاطة لأول مرة عام 2007 ودخلت الخدمة الرسمية لدى البحرية الفرنسية عام 2012 ولدى البحرية الايطالية عام 2013. الفرقاطة توجد منها 3 فئات منها نسخة مكافحة الغواصات ونسخة الدفاع الجوي ونسخة الاغراض العامة الخاصة بالبحرية الايطالية.

## التجهيز الإلكتروني
- منظومة SENIT لإدارة المعارك Combat Management System المسؤول عن إدارة كافة انظمة الرصد والقتال في السفينة للتعامل مع كافة الاهداف والتهديدات والرد عليها في وقت قياسي.
- نظام المعلومات SIC 21 للقيادة والتحكم Command & Control Information System
- الرادار الفرنسي Héraklès البالغ مداه 250 كم ولكن بحلول عام 2018 سيدخل الرادار Thales Sea Fire 500 الخدمة الرسمية ويبلغ مداه 400 كم (شبيه للرادار الأمريكي AN/SPY-1 العامل لدى البحرية الأمريكية) ذات نطاق الكشف الدائري البالغ 360 درجة وتقنية مصفوفة المسح الإلكتروني الإيجابي النشط AESA Active Electronically Scanned Array والذي يتيح قدرة اطلاق صواريخ استر-30 بكامل مداها الفعّال البالغ 100 كم حيث ان الرادار الحالي لا يمكنه اطلاقها بكامل مداها بخلاف أنه يُطلق صواريخ استر-15 البالغ مداها 30 كم.
- رادارين TERMA SCANTER 2001 للملاحة البحرية
- منظومة SAGEM -VIGY للمراقبة والتهديف والتحكم في الاسلحة كهروبصريا Electro-Optical Fire Control System في مختلف الظروف.
- منظومة ARTEMIS للرصد والتتبع الحراري بالاشعة تحت الحمراء IRST Infrared Search & Track.
- نظام الإنذار المبكر ALTESSE -C المسؤول عن اعتراض الاتصالات COMINT Communication Intelligence وتحديد موقعها واتجاهها وخطورتها.
- نظام الإنذار المبكر VAGILE المسؤول عن اعتراض اشارات الرادار ELINT Electronic Intelligence وتحديد موقعها واتجاهها وخطورتها.
- سونار Thales UMS 4110 CL مثبّت في هيكل السفينة يعمل بنمط سلبي وايجابي للكشف بعيد المدى في مختلف الظروف حتى السيئة.
- سونار CAPTAS 4 / UMS 4249 مجرور يعمل بنمط سلبي وايجابي يتم انزاله لكشف الغواصات حتى الاعماق الكبيرة وذات السرعات البطيئة والبصمة الشبحية.
- منظومة Sagem NGDS شديدة التطور للدفاع الذاتي ضد مختلف التهديدات سواء الطوربيدات أو الصواريخ المضادة للسفن حيث تطلق التدابير الواقية والوسائل الخداعية المضللة للصواريخ والطوربيدات حيث تطلق الشراك الخداعية المُضللة للرادار RF Decoy والأشعة تحت الحمراء IR Decoy والليزر Laser Decoy بخلاف الشراك الصوتية المُضللة والمُغرية للطوربيدات Active Seduction, Confusion, Delusion or Distraction.
- نظام NETTUNO 4100 للتشويش الإلكتروني النشط ضد مختلف الرادارات ووسائل التوجيه للصواريخ.

## التجهيز القتالي
- مدفع OTO Melara 76 Rapid Fire إيطالي عيار 76 مم يبلغ مداه 20 كم وتبلغ كثافته النيرانية 120 طلقة / دقيقة ويطلق قذائف DART الذكية الموجهة فائقة السرعة المضادة للاهداف الجوية حيث تبلغ سرعة اطلاقها 1200 متر / ثانية ويمكنها الوصول إلى مسافة 5 كم في خلال 5 ثواني فقط ويمكنها التصدي لأهداف جوية شديدة الانخفاض يصل ارتفاعها إلى 2 متر فقط فوق سطح البحر بخلاف قذائف Vulcano الذكية الموجهة بمنظومة GPS مع منظومة توجيه بالاشعة تحت الحمراء أو الليزر للمرحلة النهائية قبل اصابة الهدف وبلغ مداها 40 كم (القذيفة قيد التطوير للعمل على المدفع).
- منظومة الإطلاق الرأسي VLS Vertical Launching System من النوع A43 تمتلك 16 خلية لاطلاق صواريخ Aster-15 للدفاع الجوي يبلغ مداها 30 كم وتصل إلى ارتفاع 13 كم ويحتوي على باحث راداري نشط مع رأس حربي ذات نمط قتل الهدف بالتصادم المباشر Hit-to-Kill ويمتلك فوهات الدفع الموجه TVC Thrust Vectoring Control لزيادة القدرة على المناورة ويمنكه اسقاط كافة الاهداف الجوية شاملة المقاتلات والطائرات بدون طيار والصواريخ الجوالة والذخائر الذكية والصواريخ المضادة للرادار حتى الاهداف الشبحية.
- منظومة الإطلاق الرأسي من النوع A70 تمتلك 16 خلية لاطلاق صواريخ Naval SCALP النسخة البحرية من الصاروخ الجوال المُطلق جوا SCALP EG ويبلغ مداها 1000 كم (خاصة بالبحرية الفرنسية فقط ولكن طبقا لعدة مصادر فإن هذه الصواريخ تدخل في تسليح النسخة المصرية وغير معروف هل تم تعديل مداها أو كيف تم التحايل على اتفاقة MTCR التي تمنع تصدير صواريخ مداها أكبر من 300 كم وننتظر مزيدا من المعلومات بهذا الخصوص) ويمتلك هذا الصاروخ قدرة هائلة على اختراق التحصينات تصل إلى 10 متر في الخرسانة و45 متر في التراب والصخور.
- نسخة الدفاع الجوي FREMM FREDA ستُستبدل فيها منظومة A70 الخاصة بصواريخ Naval SCALP بمنظونة A50 ذات الـ16 خلية لاطلاق صواريخ Aster-30 للدفاع الجوي بعيد المدى يبلغ مداها 100 كلم وتصل إلى ارتفاع 20 كلم ليصبح المجموع 32 خلية اطلاق لصواريخ الدفاع الجوي (بإضافة الـ16 خلية الخاصة بمنظومة A43 المذكورة اعلاه).
- 8 صواريخ اكسوسيت الفرنسية الجوالة مضادة للسفن من الجيل الثالث MM-40 Exocet Block III مع قدرة الهجوم ضد الاهداف البرية الساحلية ويبلغ مداها 180 كلم.
- مدفعين Nexter Narwhal عيار 20 ملم يعملان بالتحكم عن بعد للقتال ضد الاهداف الجوية والبحرية المقتربة.
- قاذفين للطوربيدات مزودين بعدد 19 طوربيد مضاد للغواصات من النسخة إم يو 90 إمباكت MU-90 يبلغ مداه 23 كلم ويصل إلى عمق 1000 متر.
- رشاشين ثقيلين عيار 12.7 ملم.
- مروحية NH-90 فرنسية مضادة للغواصات.

## النسخ

### نسخة الدفاع الجوي
نسخة الدفاع الجوي تحمل اسم " فريم فريدا FREMM FREDA " حيث تشير " FREDA " إلى العبارة " فرقاطة الدفاع الجوي Fregates de Défense Aériennes وتعرف أيضا باسم المدى الموسَع ER Extended Range حيث تمتلك صواريخ دفاع جوي طويلة المدى.

## البحرية الفرنسية
طلبت البحرية الفرنسية 8 فرقاطات لأغراض مكافحة الغواصات (6 فرقاطات) والدفاع الجوي (فرقاطتين) وقد استلمت 3 قطع حتى الآن اولها الفرقاطة «أكيتين Aquitaine» ودخلت الخدمة الرسمية في 23 نوفمبر 2012 والثانية الفرقاطة «نورماندي Normandie» وكانت قيد التجارب البحرية استعدادا لدخولها الخدمة الرسمية ولكن تعاقدت عليها البحرية المصرية وجارى تعديلها وتجهيزها طبقا للمواصفات المصرية وأما الثالثة الفرقاطة «بروفونس Provence» وهي قيد التجارب البحرية وستدخل الخدمة الرسمية في 2015 والرابعة والخامسة قيد البناء الآن. كان طموح البحرية الفرنسية يصل العدد إلى 17 فرقاطة ثم مالبث ان انخفض العدد إلى 11 فرقاطة ولكن انخفض العدد مرة أخرى إلى 8 فرقاطات بسبب الازمة الاقتصادية والتكاليف المتزايدة على الميزانية الدفاعية.